# こぼれたミルクに泣かないで
『こぼれたミルクに泣かないで』（原題：Spilt Milk）は、アメリカのパワー・ポップ・バンド、ジェリーフィッシュが1993年に発表した2作目のスタジオ・アルバム。バンドは1994年に解散しており、結果的に最後のスタジオ・アルバムとなった。

## 背景
ジェイソン・フォークナーとクリス・マニングの脱退、ティム・スミスの加入を経てレコーディングされた。また、フィオナ・アップル等との仕事で知られるジョン・ブライオン、ベック等との仕事で知られるライル・ワークマン、ダリル・ホール&ジョン・オーツとの仕事で知られるT-ボーン・ウォークもレコーディングに参加した。前作『ベリーバトゥン』（1990年）に引き続き、ビージーズやバーブラ・ストライサンド等の作品を手掛けたアルビー・ガルテンがプロデュースで参加している。
「おやすみ」は、当初はピアノとストリングスをバックに歌うことが考えられていたが、ロジャー・ジョセフ・マニング・ジュニアのアイディアでボーカルの多重録音が主体のアレンジになった。
本作発表に伴うツアーは、レコーディングに参加したアンディ・スターマー、ロジャー・ジョセフ・マニング・ジュニア、ティム・スミスの3人に、ギタリスト兼シンガーのエリック・ドーヴァーを加えたラインナップで行われた。

## 反響・評価
バンドの母国アメリカではBillboard 200で164位、トップ・ヒートシーカーズで8位に達した。また、「スーパースターに救いの手を」は『ビルボード』のモダン・ロック・チャートで9位に達した。
イギリスではアメリカ以上の成功を収め、本作は全英アルバムチャートで2週チャート・インして最高21位に達し、本作からのシングルは「スーパースターに救いの手を」が全英シングルチャートで43位、「ニュー・ミステイク」が55位に達した。
音楽評論家のTom Demalonはオールミュージックにおいて「夢見るようなボーカル・ハーモニー、サーカスのようにグルグル回るオルガンのパッセージ、それにザクザクとしたギターが、ビートルズやザ・ビーチ・ボーイズの最良の部分を想起させるような手法で積み重ねられている」と評している。

## 収録曲
特記なき楽曲はアンディ・スターマーとロジャー・ジョセフ・マニング・ジュニアの共作。
1. おやすみ - "Hush" - 2:11
2. ファンクラブに入るなら - "Joining a Fan Club" - 4:03
3. セブリナとペーストとプラトンと - "Sebrina, Paste, and Plato" - 2:23
4. ニュー・ミステイク - "New Mistake" - 4:02
5. 憐れみの王様 - "Glutton of Sympathy" - 3:49
6. スーパースターに救いの手を - "The Ghost at Number One" - 3:36
7. バイ・バイ・バイ - "Bye Bye Bye" - 4:02
8. 優しく許して - "All Is Forgiven" - 4:09
9. ラッシャン・ヒル - "Russian Hill" (Andy Sturmer) - 4:45
10. 彼は僕のともだち - "He's My Best Friend" - 3:44
11. 言葉にさよならを - "Too Much, Too Little, Too Late" - 3:14
12. あしたがあるから - "Brighter Day" - 6:12

## 他メディアでの使用例
「彼は僕のともだち」は、アメリカ映画『スリーサム』（1994年公開）のサウンドトラックで使用された。

## カヴァー
- ファンクラブに入るなら
  - PUFFY - ミニ・アルバム『59』（2004年）に収録。

## 参加ミュージシャン
- アンディ・スターマー - ボーカル、ギター、キーボード、ドラムス
- ロジャー・ジョセフ・マニング・ジュニア - キーボード、ボーカル
- ティム・スミス - ベース、ボーカル

アディショナル・ミュージシャン
- ライル・ワークマン - ギター
- ジョン・ブライオン - ギター
- T-ボーン・ウォーク - ベース